# Ошьинское сельское поселение
Ошьинское се́льское поселе́ние — муниципальное образование в Куединском районе Пермского края Российской Федерации.
Административный центр — село Ошья.

## История
Статус и границы сельского поселения установлены Законом Пермской области от 10 ноября 2004 года № 1759-363 «Об утверждении границ и о наделении статусом муниципальных образований Куединского района Пермского края»

## Население
| 2010  | 2012  | 2013  | 2014  | 2015  | 2016  | 2017  |
| ----- | ----- | ----- | ----- | ----- | ----- | ----- |
| 1755  | ↘1692 | ↘1671 | ↘1625 | ↘1602 | ↘1560 | ↘1471 |
| 2018  | 2019  | 2020  |       |       |       |       |
| ↘1443 | ↘1394 | ↘1387 |       |       |       |       |

## Состав сельского поселения
| №  | Населённый пункт | Тип населённого пункта       | Население |
| -- | ---------------- | ---------------------------- | --------- |
| 1  | Батманы          | деревня                      | 110       |
| 2  | Верхняя Ошья     | деревня                      | 87        |
| 3  | Дубленевка       | деревня                      | 15        |
| 4  | Змеевка          | деревня                      | 50        |
| 5  | Коровино         | деревня                      | 25        |
| 6  | Ошья             | село, административный центр | 602       |
| 7  | Пантелеевка      | село                         | 228       |
| 8  | Тукаш            | деревня                      | 17        |
| 9  | Узяр             | деревня                      | 353       |
| 10 | Урада            | деревня                      | 267       |